# Aang
Aang là một nhân vật hư cấu và là nhân vật chính trong loạt phim hoạt hình Avatar: The Last Airbender của Nickelodeon, do Michael Dante DiMartino và Bryan Konietzko sáng tạo. Aang là hiện thân của Avatar, người duy trì sự cân bằng giữa bốn quốc gia: Hỏa quốc, Thổ quốc, Thủy tộc và Phong tộc. Anh là người sống sót cuối cùng của Phong tộc và là người duy nhất có thể sử dụng ngự thuật lên cả bốn nguyên tố: khí, thủy, thổ và hỏa.

## Vai trò trong loạt phim
Aang lần đầu tiên xuất hiện trong tập mở màn của Avatar: The Last Airbender (2005), nơi anh được tìm thấy trong một khối băng bởi hai anh em Katara và Sokka của Nam Thủy tộc. Aang, mới 12 tuổi tại thời điểm bị đóng băng, đã vô tình ngủ đông suốt 100 năm. Khi tỉnh dậy, anh phát hiện ra rằng thế giới đã bị chiến tranh tàn phá bởi Hỏa quốc, và nhiệm vụ của anh là chấm dứt cuộc chiến và lập lại hòa bình.
Trong suốt hành trình của mình, Aang học ngự thuật ba nguyên tố còn lại dưới sự hướng dẫn của Katara (nước), Toph Beifong (đất), và Zuko (lửa). Anh cũng học được kỹ năng ngự năng thuật từ một cụ rùa sư tử, cho phép anh đánh bại Hỏa vương Ozai mà không cần giết ông ta, từ đó hoàn tất sứ mệnh của một Avatar.

## Tính cách
Aang là một cậu bé vui vẻ, yêu thiên nhiên, động vật và rất ghét bạo lực. Là một tu sĩ của Phong tộc, Aang luôn tìm cách giải quyết xung đột một cách hòa bình. Mặc dù tuổi đời còn trẻ, anh thể hiện sự thông minh, lòng dũng cảm và trách nhiệm lớn khi đối mặt với nghĩa vụ của một Avatar.

## Ngự thuật
Aang xuất hiện với tư cách là một tiết khí sư (bậc thầy ngự khí) và là người trẻ tuổi nhất từng đạt danh hiệu này trong lịch sử Phong tộc. Trong loạt phim, anh học ngự thủy từ Katara, ngự thổ từ Toph, và ngự hỏa từ Zuko. Ngoài ra, Aang có thể tiến vào trạng thái Avatar – cho phép anh kết nối với linh hồn các Avatar tiền nhiệm và bộc phát sức mạnh cực đại. Anh cũng học được ngự năng thuật, một kỹ thuật cổ xưa hiếm hoi, giúp anh có thể tước bỏ ngự thuật của đối thủ thay vì giết chết họ.

## Xuất hiện trong các phương tiện truyền thông khác
Aang xuất hiện trong phần tiếp theo The Legend of Korra (2012), với tư cách là Avatar tiền nhiệm của Korra. Trong loạt phim này, ông đã qua đời do tuổi già, nhưng linh hồn ông vẫn hiện về hướng dẫn Korra trong nhiều tình huống quan trọng.
Aang cũng xuất hiện trong các bộ truyện tranh nối tiếp, bao gồm The Promise, The Search, The Rift, và North and South, tập trung vào việc xây dựng lại thế giới sau chiến tranh và vai trò của Aang trong việc thành lập Cộng hòa Liên bang.

## Gia đình
Aang kết hôn với Katara và có ba người con:
Bumi – không có khả năng ngự thuật, sau trở thành tướng trong quân đội. Trong The Legend of Korra, thức tỉnh khả năng ngự khí sau khi đã về hưu.
Kya – ngự thủy sư.
Tenzin – ngự khí sư, người tiếp nối truyền thống và dạy ngự khí thuật cho Korra trong The Legend of Korra.

## Diễn viên và lồng tiếng
- Trong loạt phim gốc, Aang được lồng tiếng bởi Zach Tyler Eisen.
- Trong The Legend of Korra, giọng người lớn của Aang do D. B. Sweeney thể hiện.
- Trong phim người đóng Tiết khí sư cuối cùng (2010), Aang do Noah Ringer thủ vai.
- Trong phiên bản live-action của Netflix năm 2024, Aang được thủ vai bởi Gordon Cormier.

## Đánh giá
Aang được coi là một trong những nhân vật hoạt hình được yêu thích nhất trong thập niên 2000. Hành trình trưởng thành, đạo đức không bạo lực, và tính cách nhân ái của anh đã để lại ảnh hưởng sâu sắc trong lòng người hâm mộ trên toàn thế giới.